# ریک نوولز
ریک نوولز (انگلیسی: Rick Nowels؛ زادهٔ ۱۶ مارس ۱۹۵۴) آهنگساز، ترانه‌نویس، تهیه‌کننده موسیقی  اهل ایالات متحده آمریکا است. وی از سال ۱۹۸۶ میلادی تاکنون مشغول فعالیت بوده‌است. او در تهیه بیش از ۶۰ تک‌آهنگ و ۲۰۰ آلبوم برتر و پرفروش همکاری داشته‌است.
او در طول حرفه خود با هنرمندهای بسیاری مانند لانا دل ری، ادل، استیوی نیکس، دوآ لیپا، مدونا، فلورنس ولچ، سلین دیون، توپاک شکور و د ویکند همکاری داشته‌است.